# Rudi Mahall

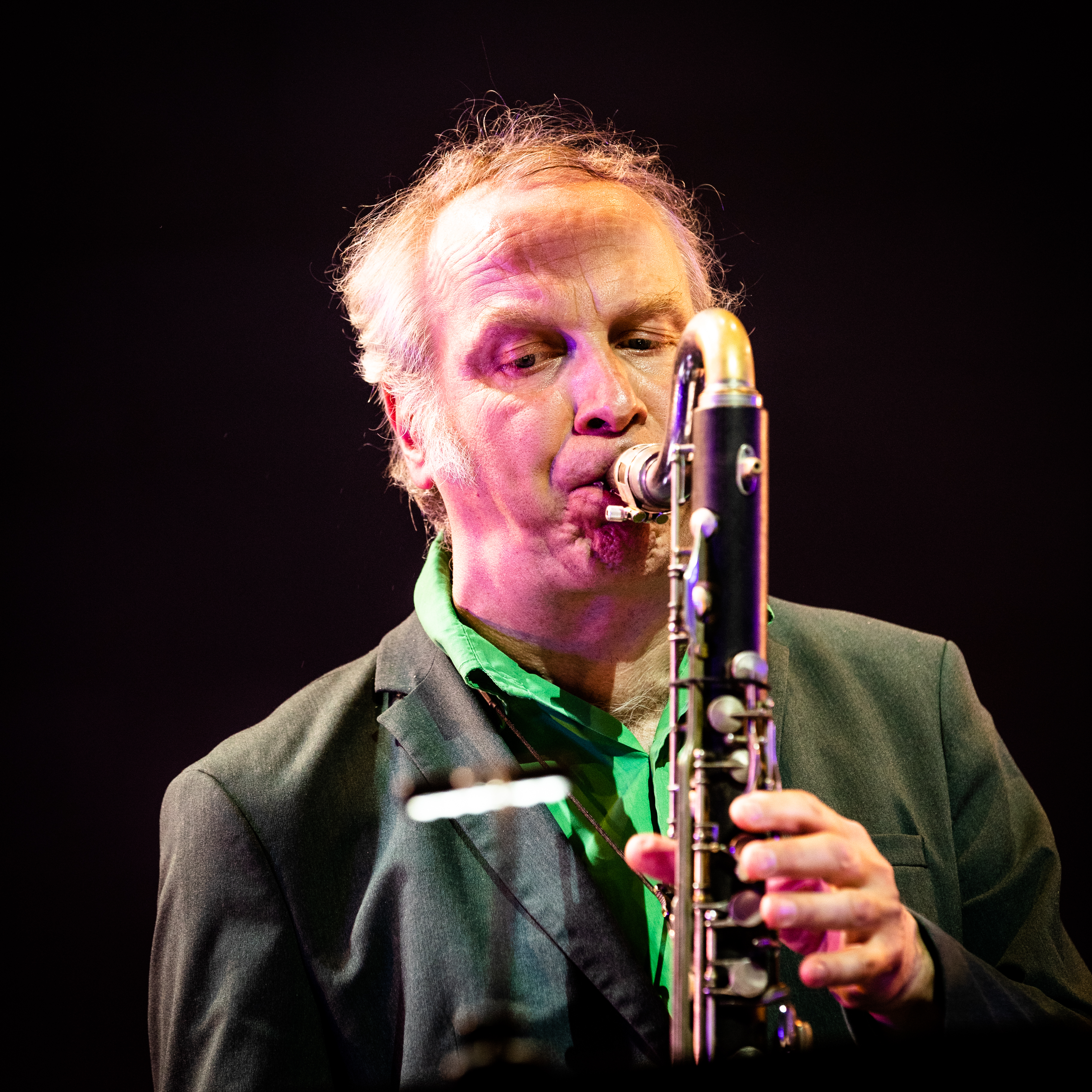
Rudi Mahall beim Moers Festival 2018

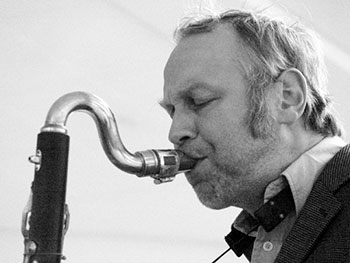
Rudi Mahall (2014)

Rudi Mahall (* 23. Dezember 1966 in Nürnberg) ist ein deutscher Bassklarinettist im Bereich des zeitgenössischen Jazz. Er gilt als „einer der international am meisten gefragten Jazzmusiker aus Deutschland“.

## Leben und Wirken
Mahall begann vierzehnjährig Klarinette zu spielen. Beim Studium der klassischen Klarinette setzte er sich mit zeitgenössischer Musik und Improvisation auseinander und wechselte wegen Eric Dolphy auf die Bassklarinette. 1990 wird er professioneller Musiker.
Zu den Band-Zusammenhängen, an welchen er beteiligt war oder noch ist, gehören Der Rote Bereich (zunächst mit Frank Möbus, Marty Cook, Jim Black und Henning Sieverts) und Pro Susi, nach dem Umzug nach Berlin 1993 dann Die Enttäuschung (mit u. a. Axel Dörner, Jan Roder) sowie unter anderem Fossile3 (mit Sebastian Gramss) sowie Fusk (mit Kasper Tom Christiansen, Philipp Gropper, Andreas Lang).

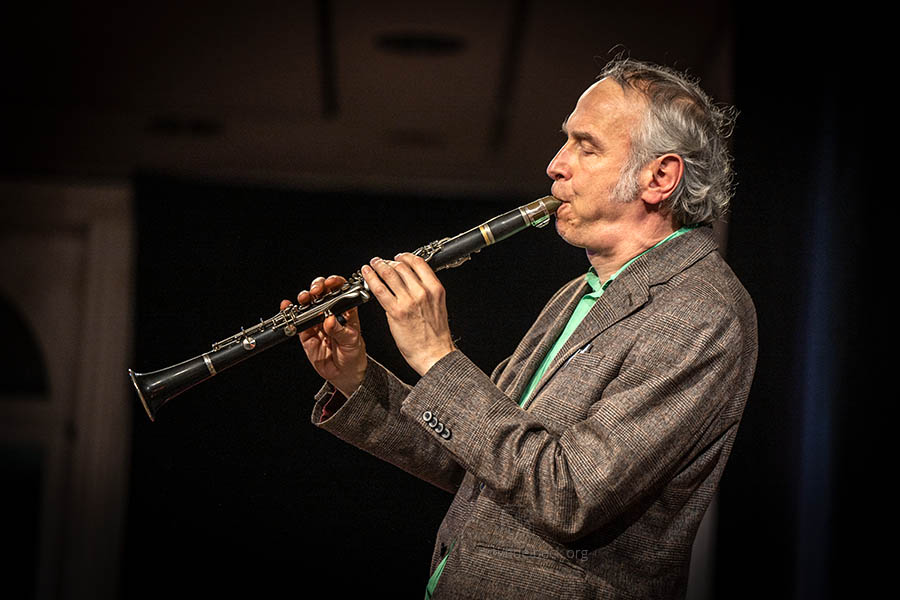
Rudi Mahall, 2020

Er war an mehreren Projekten und CDs mit Aki Takase beteiligt (u. a. über die Musik von Eric Dolphy und Fats Waller) und hat an Alexander von Schlippenbachs Gesamteinspielung des Werks von Thelonious Monk und dem Globe Unity Orchestra mitgewirkt. Darüber hinaus gab er Konzerte mit Conny Bauer, Lee Konitz, Barry Guy, Karl Berger, Paul Lovens, Sven-Åke Johansson (Six Little Pieces for Quintet, 2000), Radu Malfatti, Ed Schuller, Ray Anderson, Kenny Wheeler, Hannes Bauer und vielen anderen. Seit 1999 arbeitet er bei etlichen Projekten mit dem saarländischen Jazz-Posaunisten Christof Thewes zusammen. 2023 bildete er das Trio Mostly Monk mit Geoff Goodman und Matthieu Bordenave.
Mahall ist beim Festival Jazz à Mulhouse aufgetreten,  beim Moers Festival, beim JazzFest Berlin, den Leverkusener Jazztagen und bei Jazzfestivals in New York City, Amsterdam, München, Würzburg und Nürnberg. Er hat u. a. Tourneen durch Portugal, Süd- und Ostafrika absolviert.
Rudi Mahall erhielt 2011 den SWR-Jazzpreis.
2007 zog Rudi Mahall aus seiner langjährigen Wahlheimat Berlin nach Kötzlin bei Kyritz (Brandenburg).

## Diskographische Hinweise
- Solo. Psi Records, 2006.
- mit Jürgen Wuchner et al.
  - Trio in Treptow. Rudi Mahall, Jürgen Wuchner, Uli Jennessen. not dated.
  - Chambermusik. With Jürgen Wuchner Group, 1996
- mit Aki Takase
  - Quartett. Aki Takase, Johannes Bauer, Tony Buck, Rudi Mahall. Jazzwerkstatt 019, 2007.
  - The Dessert. Duo, 2004.
  - Plays Fats Waller: Aki Takase, Eugene Chadbourne, Nils Wogram, Rudi Mahall, Thomas Heberer, Paul Lovens. Enja 2003.
- Der Rote Bereich: Rudi Mahall, Frank Möbus & John Schröder
  - Live in Montreux, ACT, 2004
- Günter Adler: Rudi Mahall, Daniel Erdmann, Johannes Fink, Heinrich Köbberling
  - Auf der Schönhauser Allee, Jazzwerkstatt, 2009
- Die Enttäuschung: Rudi Mahall, Axel Doerner, Jan Roder, Uli Jennessen
  - Fünf, Intakt Records 2009
  - Monk’s Casino. mit Alexander Schlippenbach, Axel Doerner, Rudi Mahall, Jan Roder, Uli Jennessen, Aki Takase. Intakt records, 2005
  - Music Minus One 2023
- Quartetto Pazzo: Rudi Mahall, Christof Thewes u. a.
  - Melancholera JazzHausMusik, 2007
- Markus Schieferdecker Quartet Stereo Society  mit Bill Stewart, Kevin Hays, Lutz Häfner, Jazz4Ever Records
- Ivo Perelman / Rudi Mahall: Kindred Spirits, 2018
- Richard Andersson & ImmerGrün: What's New? (2019), mit Rudi Mahall, Henrik Walsdorff, Kasper Tom
- Rudi Mahall/Jan Roder/Olaf Rupp: Skyhook (2022)
- Rudi Mahall/Michael Griener: Jazzpreis (Astral Spirits, 2023)
- Rudi Mahall, Olaf Rupp & Kasper Tom: Live in Stockholm (2024)

## Lexikalische Einträge
- Jürgen Wölfer: Jazz in Deutschland. Das Lexikon. Alle Musiker und Plattenfirmen von 1920 bis heute. Hannibal, Höfen 2008, ISBN 978-3-85445-274-4.